# 알파스퀘어
알파스퀘어(Alphasquare)는 대한민국의 스타트업인 알파프라임이 개발한 올인원 스마트 트레이딩 플랫폼 서비스이다.
전문투자자들의 영역이라고만 여겨졌던 주식시장의 다양한 발굴, 분석 도구들을 재해석하여 진입장벽을 낮춰 일반 투자자들도 쉽게 투자를 할 수 있는 환경을 구축하고 있다.

## 차별점
알파스퀘어에서는 국내주식,  해외주식, 가상화폐의 실시간 시세를 확인할 수 있다. 다양한 주식정보와 차트를 한 화면에서 동시에 확인할 수 있는 것이 알파스퀘어의 큰 강점이며, 주식투자에 필요한 기능들을 한 곳에서 이용할 수 있는 점이 기존 증권 서비스들과의 차별점으로 꼽히고 있다. 별도의 공인인증서 로그인 없이 모든 기기에서 한 아이디로 연동되어 편리하게 사용할 수 있다.

## 데이터 범위 및 지원기기
알파스퀘어는 국내주식을 비롯해 해외주식, 가상화폐, 원자재, 환율 등의 다양한 실시간 시세 데이터를 제공하고 있다.
알파스퀘어는 SaaS 서비스로 웹 클라우드 기술을 사용하여 기존 윈도우 소프트웨어 뿐만 아니라 브라우저 환경(Chrome)과 소프트웨어 환경을 동시에 제공하며 MAC OS 및 웹, 모바일, 태블릿, 확장도구 등 모든 기기에서 실시간으로 연동된다.

## 주요 서비스

#### 종목정보
종목요약, 재무정보, 이슈 등 복잡한 투자정보를 한 눈에 확인할 수 있다.

#### 시장정보
시장요약, 특징종목, 뉴스 등의 시장정보를 빠르고 간편하게 확인할 수 있다.

#### 발굴분석(테마)
실시간 급상승 테마부터 관련주 정보까지 쉽게 확인할 수 있다.

#### 커뮤니티
국내외 주식, 코인 투자고민을 함께 다른 유저들과 공유할 수 있다.

#### 모의투자
별도의 공인인증서 인증 없이 로그인으로 10초만에 시작할 수 있다. 한국증권인재개발원에서 주최하는 주식운용능력평가(S-MAT)의 실기시험이 알파스퀘어 모의투자를 통해 진행되고 있다.

## 향후 서비스 확장 범위

#### 웹 기반 간편 주문
별도의 설치가 필요 없고 1회 공인인증서 로그인 후 간편비밀번호를 통해 주식거래가 가능한 웹 기반 간편 주문 시스템을 구축할 예정이다.

#### 종목필터/백테스팅 기반의 퀀트 시스템
종목필터와 백테스팅을 바탕으로 다양한 투자전략 콘텐츠를 생산하고 판매할 수 있는 퀀트 시스템을 구축할 예정이다.

#### 커뮤니티 개편 및 증권 스트리밍 서비스
종목채팅부터 다양한 투자전략 및 아이디어 공유가 가능한 커뮤니티 개편과 더불어 생산자들이 알파스퀘어를 통해 실시간 녹화와 배포를 할 수 있는 증권 스트리밍 서비스를 확장할 예정이다.

#### 알파스토어를 통한 콘텐츠/포트폴리오 판매
알파스토어를 통해 전문가들의 노하우가 담긴 다양한 투자전략 및 강의 등을 판매할 예정이다.

#### 해외시장 서비스 출시
알파스퀘어는 클라우드 기반 서비스로 해외 확장이 용이하며 이미 사업모델이 검증된 북미/유럽을 시작으로 동남아, 아시 아 국가까지 시장을 확대할 예정이다.